# عيسى بن حسن الأنصاري
عيسى بن حسن بن عبد الله الأنصاري (مواليد 1 رجب 1378 هـ/10 يناير 1959 م، الدمام) هو رئيس جامعة الأمير محمد بن فهد منذ 2004.

## التعليم
- درجة الدكتوراه في التربية تخصص تدريب المدرسين تركيز مدرسي اللغة الإنجليزية من جامعة ساوثهامبتون، - بريطانيا 1995م.
- درجة الماجستير في التربية مجال التعلم والتعليم تركيز تدريس اللغة الإنجليزية من جامعة بتسبرغ، الولايات المتحدة 1989م.
- درجة البكالوريس في اللغة الإنجليزية من جامعة الملك سعود – 1403هـ.[1]

## مؤلفاته
1. الأنصاري، عيسى حسن. (2000) تدريب وتوظيف الشباب. من التعليم إلى العمل. دار لبنان. (باللغتين العربية والإنجليزية).
2. الأنصاري، عيسى حسن. (2018) كيف تفهم العالم؟ من أجل حياة أفضل. الأهلية، الأردن. (باللغتين العربية والإنجليزية).

## وصلات خارجية
- الدكتور عيسى بن حسن بن عبد الله الأنصاري